# São José do Ouro
São José do Ouro là một đô thị thuộc bang Rio Grande do Sul, Brasil. Đô thị này có diện tích 334,774 km², dân số năm 2007 là 6973 người, mật độ 20,83 người/km².